# 2,4,6-Trinitrobenzojeva kiselina
2,4,6-Trinitrobenzojeva kiselina (TNBA) je organsko jedinjenje sa formulom (O2N)3C6H2CO2H. To je visokoeksplozivni nitrovani derivat benzojeve kiseline.

## Priprema i reakcije
2,4,6-Trinitrobenzojeva kiselina se dobija oksidacijom 2,4,6-Trinitrotoluena (TNT). Nastaje oksidacijom TNT-a i azotne kiseline hloratom  i dihromatom. 
Pri zagrevanju, 2,4,6-Trinitrobenzojeva kiselina se podvrgava dekarboksilaciji da bi se dobio 1,3,5-Trinitrobenzen.  Redukcija sa kalajem daje 2,4,6-Triaminobenzensku kiselinu, prekurzor floroglucinola (1,3,5-trihidroksibenzen). 
2,4,6-Trinitrobenzoeva kiselina se može dobiti iz trinitrotoluena reakcijom sa rastvorom kalijum permanganata na 80—100 °C (176—212 °F; 353—373 K) i sumpornom kiselinom:
5C6H2(NO3)3CH3 + 6KMnO4 + 9H2SO4 → 5C6H2(NO3)3COOH + 3K2SO4 + 6MnSO4 + 14H2O

## Karakteristike
2,4,6-trinitrobenzojeva kiselina formira žute kristale u obliku igle.  Zbog −M efekta tri nitro grupe, ima značajno veću kiselost u poređenju sa benzojevom kiselinom, nitrobenzojevom kiselinom i 3,5-dinitrobenzojevom kiselinom. Zbog toga je pKs vrednost (0,65) odgovarajuće niža (benzojeva kiselina: 4,20). 

### Eksplozivne karakteristike
2,4,6-Trinitrobenzojeva kiselina je eksplozivna supstanca. Uvrštena je na listu eksplozivnih materija u skladu sa zakonom. 
Važni indikatori eksplozije su:
- Eksplozivna toplota: 2894 kJ·kg−1 (H2O (g)) [5]
- Normalna zapremina gasa: 872 l·kg−1 [5]
- Specifična energija: 871 kJ·kg−1[5]
- Test čelične čaure: granični prečnik 2 mm [5]
- Deformacija olovnog bloka: 28,3 cm3·g−1 [5]
- Osetljivost na udarce: 10 N·m [5]
- Osetljivost na trenje: nema reakcije do opterećenja igle od 353 N [5]

## Hemijska svojstva
2,4,6-Trinitrobenzoeva kiselina ima sposobnost da istisne mnoge kiseline iz svojih soli, kao što su soli ugljene kiseline kao što su kalcijum karbonat (krečnjak), kalijum karbonat (soda bikarbona):
2C6H2(NO3)3COOH + CaCO3 → Ca[C6H2(NO3)3COO]2 + CO2↑ + H2O
2C6H2(NO3)3COOH + K2CO3 → 2C6H2(NO3)3COOK + CO2↑ + H2O

## Bezbedonosna uputstva
Na temperaturi od 190 °C (374 °F; 463 K) dolazi do egzotermne pre-reakcije (dekarboksilacije) sa oslobađanjem ugljen-dioksida u trinitrobenzenu.  Teški metali formiraju eksplozivne soli koje su osetljive na toplotu i udarce.